# Abduqodir Xusanov
Abduqodir Xusanov (Tasjkent, 29 februari 2004) is een Oezbeeks voetballer die doorgaans speelt als centrale verdediger. In januari 2025 verruilde hij RC Lens voor Manchester City. Xusanov maakte in 2022 zijn debuut in het Oezbeeks voetbalelftal.

## Clubcarrière
Xusanov speelde in de jeugdopleiding van Bunyodkor, maar voor hij zijn debuut in het eerste elftal maakte van die club werd hij transfervrij overgenomen door Enerhetyk-BGOE. In anderhalf jaar tijd speelde de centrumverdediger vijfendertig wedstrijden in de Vysjejsjaja Liha. In 2022 eindigde hij met Enerhetyk op de tweede plaats in de competitie.
RC Lens nam Xusanov in juli 2023 voor circa honderdduizend euro over. In Frankrijk zette de Oezbeek zijn handtekening onder een verbintenis voor de duur van vier seizoenen. Zijn debuut voor Lens maakte hij op 16 september 2023, toen in Ligue 1 met 0–1 verloren werd van FC Metz door een doelpunt van Joel Asoro. Xusanov mocht van coach Franck Haise in de basisopstelling beginnen en hij werd in de tweeënzeventigste minuut naar de kant gehaald ten faveure van Andy Diouf. Hij maakte later op 29 november ook zijn debuut in de UEFA Champions League, toen met 6–0 verloren werd van Arsenal.
De verdediger maakte in januari 2025 voor een bedrag van circa veertig miljoen euro de overstap naar Manchester City, waar hij een contract voor vierenhalf jaar ondertekende. Door zijn overgang werd hij de eerste Oezbeek in de geschiedenis van de Premier League. Tijdens zijn debuut voor City op 25 januari tegen Chelsea ging hij na drie minuten in de fout bij een tegendoelpunt, waarna hij ook een snelle gele kaart kraag. Aan het begin van de tweede helft werd hij gewisseld.

## Clubstatistieken
| Seizoen | Club            | Competitie       | Competitie | Competitie | Beker | Beker | Internationaal | Internationaal | Totaal | Totaal |
| Seizoen | Club            | Competitie       | Wed.       | Dlp.       | Wed.  | Dlp.  | Wed.           | Dlp.           | Wed.   | Dlp.   |
| ------- | --------------- | ---------------- | ---------- | ---------- | ----- | ----- | -------------- | -------------- | ------ | ------ |
| 2022    | Enerhetyk-BGOE  | Vysjejsjaja Liha | 27         | 3          | 2     | 0     | —              | —              | 29     | 3      |
| 2023    | Enerhetyk-BGOE  | Vysjejsjaja Liha | 8          | 1          | 0     | 0     | —              | —              | 8      | 1      |
| 2023/24 | RC Lens         | Ligue 1          | 11         | 0          | 0     | 0     | 4              | 0              | 15     | 0      |
| 2024/25 | RC Lens         | Ligue 1          | 13         | 0          | 1     | 1     | 2              | 0              | 16     | 1      |
| 2024/25 | Manchester City | Premier League   | 6          | 0          | 2     | 1     | 2              | 0              | 10     | 1      |
| Totaal  | Totaal          | Totaal           | 65         | 4          | 5     | 2     | 8              | 0              | 78     | 6      |

Bijgewerkt op 23 juni 2025.

## Interlandcarrière
Xusanov maakte op 11 juni 2023 zijn debuut in het Oezbeeks voetbalelftal, tijdens het Centraal-Aziatisch kampioenschap voetbal 2023 tegen Oman. Door twee doelpunten van Jaloliddin Masharipov en eentje van Xojiakbar Alijonov werd met 3–0 gewonnen. Xusanov moest van bondscoach Srečko Katanec op de reservebank beginnen en hij viel in de slotfase in voor Farrux Sayfiyev. De andere Oezbeekse debutant dit duel was Abbosbek Fayzullayev (Pachtakor Tasjkent).
In januari 2024 werd Xusanov door bondscoach Katanec opgenomen in de selectie van Oezbekistan voor het uitgestelde Aziatisch kampioenschap voetbal 2023. Op het toernooi ging Oezbekistan door na gelijke spelen tegen Syrië (0–0) en Australië (1–1) en een zege op India (0–3). Hierna werd Thailand met 2–1 verslagen, voor latere winnaar Qatar in de kwartfinales na strafschoppen te sterk was: 1–1, 3–2. Xusanov speelde drie wedstrijden.
| Interlands van Abdukodir Xusanov voor Oezbekistan | Interlands van Abdukodir Xusanov voor Oezbekistan | Interlands van Abdukodir Xusanov voor Oezbekistan | Interlands van Abdukodir Xusanov voor Oezbekistan | Interlands van Abdukodir Xusanov voor Oezbekistan | Interlands van Abdukodir Xusanov voor Oezbekistan | Interlands van Abdukodir Xusanov voor Oezbekistan |
| №                                                 | Datum                                             | Wedstrijd                                         | Uitslag                                           | Competitie                                        | Goals                                             |                                                   |
| Als speler bij Enerhetyk-BGOE                     | Als speler bij Enerhetyk-BGOE                     | Als speler bij Enerhetyk-BGOE                     | Als speler bij Enerhetyk-BGOE                     | Als speler bij Enerhetyk-BGOE                     | Als speler bij Enerhetyk-BGOE                     | Als speler bij Enerhetyk-BGOE                     |
| ------------------------------------------------- | ------------------------------------------------- | ------------------------------------------------- | ------------------------------------------------- | ------------------------------------------------- | ------------------------------------------------- | ------------------------------------------------- |
| 1                                                 | 11 juni 2023                                      | Oezbekistan – Oman                                | 3 – 0                                             | CAFA 2023                                         |                                                   |                                                   |
| 2                                                 | 14 juni 2023                                      | Oezbekistan – Turkmenistan                        | 2 – 0                                             | CAFA 2023                                         |                                                   |                                                   |
| 3                                                 | 17 juni 2023                                      | Oezbekistan – Tadzjikistan                        | 5 – 1                                             | CAFA 2023                                         |                                                   |                                                   |
| Als speler bij RC Lens                            |                                                   |                                                   |                                                   |                                                   |                                                   |                                                   |
| 4                                                 | 13 oktober 2023                                   | Oezbekistan – Vietnam                             | 2 – 0                                             | Vriendschappelijk                                 |                                                   |                                                   |
| 5                                                 | 16 oktober 2023                                   | China – Oezbekistan                               | 1 – 2                                             | Vriendschappelijk                                 |                                                   |                                                   |
| 6                                                 | 16 november 2023                                  | Turkmenistan – Oezbekistan                        | 1 – 3                                             | WK 2026 kwalificatie                              |                                                   |                                                   |
| 7                                                 | 21 november 2023                                  | Oezbekistan – Iran                                | 2 – 2                                             | WK 2026 kwalificatie                              |                                                   |                                                   |
| 8                                                 | 13 januari 2024                                   | Oezbekistan – Syrië                               | 0 – 0                                             | AK 2023                                           |                                                   |                                                   |
| 9                                                 | 18 januari 2024                                   | India – Oezbekistan                               | 0 – 3                                             | AK 2023                                           |                                                   |                                                   |
| 10                                                | 30 januari 2024                                   | Oezbekistan – Thailand                            | 2 – 1                                             | AK 2023                                           |                                                   |                                                   |
| 11                                                | 21 maart 2024                                     | Hongkong – Oezbekistan                            | 0 – 2                                             | WK 2026 kwalificatie                              |                                                   |                                                   |
| 12                                                | 26 maart 2024                                     | Oezbekistan – Hongkong                            | 3 – 0                                             | WK 2026 kwalificatie                              |                                                   |                                                   |
| 13                                                | 6 juni 2024                                       | Oezbekistan – Turkmenistan                        | 3 – 1                                             | WK 2026 kwalificatie                              |                                                   |                                                   |
| 14                                                | 11 juni 2024                                      | Iran – Oezbekistan                                | 0 – 0                                             | WK 2026 kwalificatie                              |                                                   |                                                   |
| 15                                                | 10 oktober 2024                                   | Oezbekistan – Iran                                | 0 – 0                                             | WK 2026 kwalificatie                              |                                                   |                                                   |
| 16                                                | 15 oktober 2024                                   | Oezbekistan – Verenigde Arabische Emiraten        | 1 – 0                                             | WK 2026 kwalificatie                              |                                                   |                                                   |
| 17                                                | 14 november 2024                                  | Qatar – Oezbekistan                               | 3 – 2                                             | WK 2026 kwalificatie                              |                                                   |                                                   |
| 18                                                | 19 november 2024                                  | Noord-Korea – Oezbekistan                         | 0 – 1                                             | WK 2026 kwalificatie                              |                                                   |                                                   |
| Als speler bij Manchester City                    |                                                   |                                                   |                                                   |                                                   |                                                   |                                                   |
| 19                                                | 20 maart 2025                                     | Oezbekistan – Kirgizië                            | 1 – 0                                             | WK 2026 kwalificatie                              |                                                   |                                                   |
| 20                                                | 25 maart 2025                                     | Iran – Oezbekistan                                | 2 – 2                                             | WK 2026 kwalificatie                              |                                                   |                                                   |
| 21                                                | 5 juni 2025                                       | Verenigde Arabische Emiraten – Oezbekistan        | 0 – 0                                             | WK 2026 kwalificatie                              |                                                   |                                                   |
| 22                                                | 10 juni 2025                                      | Oezbekistan – Qatar                               | 3 – 0                                             | WK 2026 kwalificatie                              |                                                   |                                                   |

Bijgewerkt op 23 juni 2025.